# یانیک کمانان
یانیک کمانان (انگلیسی: Yannick Kamanan؛ زادهٔ ۵ اکتبر ۱۹۸۱) بازیکن فوتبال اهل فرانسه است.
از باشگاه‌هایی که در آن بازی کرده‌است می‌توان به باشگاه فوتبال قبله، باشگاه فوتبال استراسبورگ، باشگاه فوتبال مرسین، باشگاه فوتبال دیژون، باشگاه فوتبال تاتنهام هاتسپر، باشگاه فوتبال اوستنده، باشگاه فوتبال سیواس‌اسپور، باشگاه فوتبال لو مان، و باشگاه فوتبال مکابی تل آویو اشاره کرد.